# نوی، حماة
نوی (به عربی: نوی) یک روستا در سوریه است که در ناحیه مرکزی سلمیه واقع شده‌است. نوی ۴۴۱ نفر جمعیت دارد.